# Alice Drummond
Alice Elizabeth Drummond (Pawtucket, Rhode Island, 21 de mayo de 1928 - Nueva York, 30 de noviembre de 2016) fue una actriz estadounidense. Una veterana artista de Off-Broadway, en 1970 fue nominada para el Premio Tony a la Mejor Actriz en una obra de teatro por su actuación como la señora Lee en The Chinese de Murray Schisgal. A pesar de su extensa carrera como actriz, es más conocida como la bibliotecaria en las escenas de apertura de la comedia de 1984 Los cazafantasmas.

## Carrera
Drummond interpretó a la enfermera Jackson en la serie de televisión Dark Shadows en 1967 y fue habitual en el reparto de la telenovela de la CBS Where the Heart Is, en la que originó el papel de Loretta Jardin, que interpretó hasta que la serie terminó en 1973. También apareció en un papel a corto plazo en otra telenovela de CBS, As the World Turns. Apareció en papeles invitados en series de televisión que incluyen Kate & Allie, Law & Order, Boston Legal y Yes, Dear.
Uno de los papeles notables de Drummond en el cine es el de una bibliotecaria asustada por un fantasma al comienzo de la película Los cazafantasmas. También actuó en películas como Awakenings, Furry Vengeance, Ace Ventura: Pet Detective, To Wong Foo Thanks for Everything y Pieces of April.